# Рони Стоунман
Вероника Лорета „Рони“ Стоунман (на английски: Veronica Loretta „Roni“ Stoneman) е американска блуграс банджо музикантка и комик, широко известна като член на актьорския състав в шоуто за кънтри музика Hee Haw. Тя е най-малката дъщеря на Ърнест В. „Поп“ Стоунман, патриарх на семейство Стоунман, една от най-известните семейни групи в ранната кънтри музика. Тя е втората най-млада от 23-те деца на Стоунман и едно от 13-те, оцелели до зряла възраст.

## Ранен живот
Четиринадесет години преди Рони да се роди, нейният баща, Ърнест „Поп“ Стоунман, е един от първите кънтри музиканти, направили кариера в записването на кънтри музика, кулминирайки с хитовата му песен от 1924 г. „The Sinking of the Titanic“, която стана първата по рода си плоча с кънтри музика, продадена за милиони. Стоунман се радва на доходоносна кариера, докато не губи всичко по време на Голямата депресия. Едва през 1956 г. след печелившо участие във викторина, Поп възобновява музикалната си кариера, като създава семейна група със съпругата си Хати и някои от децата им. Рони се е научила да свири на банджо от ранна възраст и през 1957 г. се присъединява към семейството си в групата. Те печелят в Talent Scouts на Артър Годфри и правят много участия в други телевизионни предавания за деня. The Stoneman се превръщат в много популярни на турнета, изпълнявайки в Белият дом, Smithsonian и през 1962 г. в Grand Ole Opry. Те дори са домакини на собствен телевизионен сериал, Those Stoneman , от 1966 до 1968 г., през което време печелят наградата на CMA „Вокална група на годината“ през 1967 г. 

## Солова кариера
След смъртта на Поп през 1968 г., 30-годишната Рони, вече виртуозен играч на банджо, решава да продължи солова кариера. В крайна сметка тя достигна много по-широка аудитория през 70-те, когато се присъединява към актьорския състав на много популярното шоу за кънтри музика Hee Haw. Но докато тя от време на време избираше банджо и пееше в шоуто, именно нейните комедийни таланти привличаха повече внимание; нейният най-известен герой е този на Ида Лий Нагър, който тя първоначално изпълнява в кратки скечове с колегата си Горди Тап като нейния съпруг Лавърн. Рони толкова се идентифицира с персонажа на Ида Лий, че ще прави и други скечове в персонажа, включително класическата „Pfft! You Were Gone!“ песен. По-късно в сериала, Айда Лий е възприела стил на Сейди Хокинс на домашна деда, особено в скеча на Хи Хоу „ Honky Tonk“, по време на който тя ще да преследва много мъже наоколо, размахвайки голяма мрежа за пеперуди.
От 2020 г. Рони Стоунман и по-голямата ѝ сестра, мандолинистката Дона Стоунман, продължават да се изявяват, понякога заедно. Рони и Дона са последните двама оцелели членове на групата Stoneman Family, тяхната още по-възрастна сестра автохарфистка Патси Стоунман почива през 2015 г.   Рони се забавлява на многобройни панаири в щата и окръга, а сравнително скорошните изяви включват и UCLA Фолклорният фестивал, Панаирът на щата Флорида и Международното спортно шоу в Канада.